# Bence Tóth (cầu thủ bóng đá, sinh 1998)
Bence Tóth (sinh 25 tháng 5 năm 1998) là một cầu thủ bóng đá Hungary thi đấu cho Videoton.

## Sự nghiệp

### Những năm đầu tiên
Anh ra mắt chuyên nghiệp ở mùa giải 2016–17, cùng với Puskás Akadémia ở Nemzeti Bajnokság II trước Sopron ngày 19 tháng 8 năm 2016.

## Sự nghiệp quốc tế
Anh được triệu tập lần đầu tiên vào đội hình Hungary tham gia trận giao hữu trước Nga và Vòng loại World Cup 2018 trước Andorra vào tháng 6 năm 2017 và anh đá trận đầu tiên cho đội tuyển quốc gia vào ngày 9 tháng 6 trước Andorra.